# Bajram Fraholli
Bajram Fraholli (ur. 14 września 1968 w Durrës) – albański piłkarz, grający na pozycji pomocnika i trener tej dyscypliny. Dwukrotnie reprezentował kraj.

## Kariera klubowa
Zaczynał karierę w Naftëtari Kuçovë, grał tam w latach 1990–1991.
Następnie, w latach 1991–1993 reprezentował barwy KS Pogradeci.
W latach 1993–1995 był graczem Teuty Durrës, z którą zdobył mistrzostwo i puchar kraju. Z tego tytułu reprezentował albański klub w europejskich pucharach.
W latach 1995–1997 grał w KS Lushnja.

## Kariera reprezentacyjna
Zagrał dwa mecze i strzelił gola. Do siatki trafił w meczu przeciwko Armenii, zremisowanym 1:1.

## Kariera trenerska
Trenował Naftëtari Kuçovë w latach: 2011–2012, przez jeden miesiąc w 2015 roku i 2017–2019.